# السلمية الحايط
قرية السلمية الحايط هي إحدى القرى التابعة لمركز نجع حمادى في محافظة قنا في جمهورية مصر العربية. حسب إحصاءات سنة 2006، بلغ إجمالي السكان في السلمية الحايط 10455 نسمة، منهم 5236 رجل و5219 امرأة.